# Paul Francke (General)

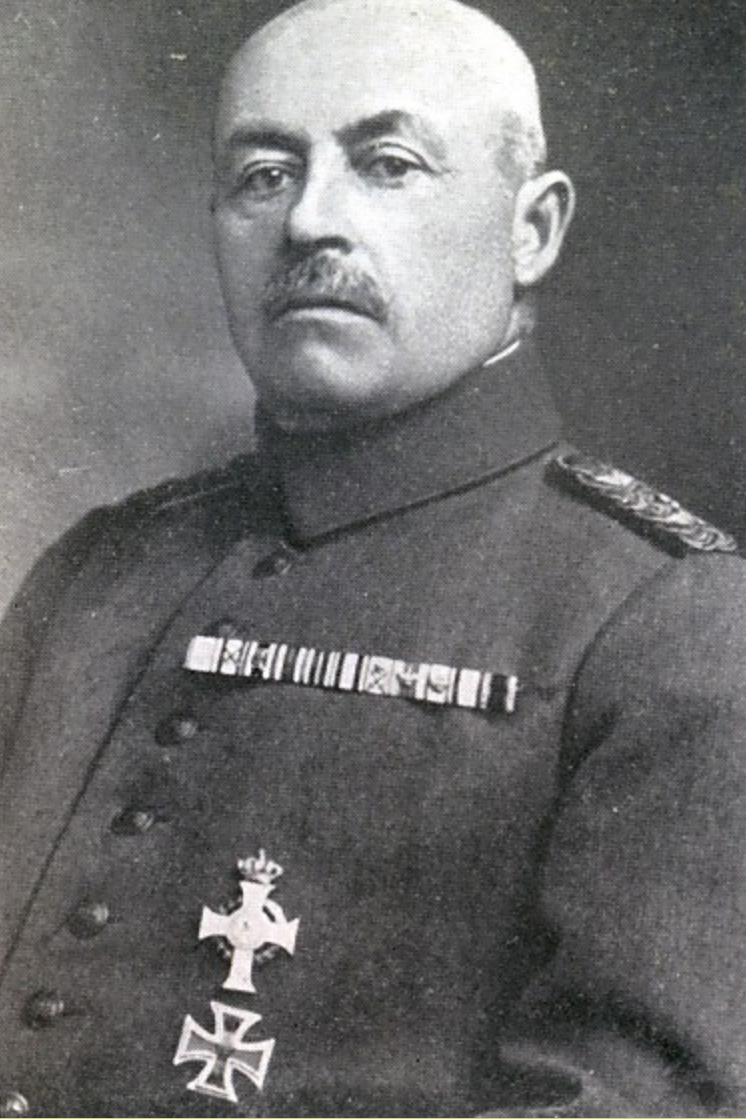
Paul Francke

Karl Paul Bruno Francke (* 8. November 1862 in Müglenz; † 28. März 1950 in Dresden) war ein sächsischer Generalmajor.

## Leben
Paul Francke trat 1883 als Avantageur in die Sächsische Armee ein und wurde 1884 zum Fähnrich beim 3. Infanterie-Regiment Nr. 102 ernannt. Er avancierte am 23. Januar 1885 zum Sekondeleutnant und diente in der 11. und 2. Kompanie. Als Adjutant war Franke beim Bezirkskommando II in Chemnitz kommandiert und stieg am 22. April 1892 zum Premierleutnant auf. Er kam nach Gründung des 13. Infanterie-Regiments Nr. 178 im Jahr 1897 in diesen Verband und stieg am 22. Mai 1898 zum Hauptmann und Kompaniechef beim 9. Infanterie-Regiment Nr. 133 auf. Nach mehreren Jahren als Kompaniechef erfolgte am 21. Mai 1907 die Beförderung zum Major und etatsmäßigen Stabsoffizier beim 15. Infanterie-Regiment Nr. 181. 1911 wurde er Kommandeur des II. Bataillons in seinem Stammregiment. Mit der Beförderung zum Oberstleutnant am 23. September 1913 erfolgte seine Ernennung zum etatmäßigen Stabsoffizier beim 9. Infanterie-Regiment Nr. 133.
Nach Ausbruch des Ersten Weltkrieges wurde Francke Kommandeur des 14. Infanterie-Regiments Nr. 179 und nahm mit diesem Verband im Herbst 1914 an den Kämpfen um Lille teil. Am 27. Oktober des Jahres konnte er von einem Park aus persönlich seine letzten Reserven zum Sturm durch Wez-Macquart vorführen. Als ein Volltreffer in seiner unmittelbaren Nähe 49 Mann außer Gefecht setzte und für Verwirrung im Regiment sorgte, konnte Francke wieder Ordnung herstellen. Einige Tage später konnte er mit seinem Regiment das Dorf Le Quesne erobern. Er wurde für seine Verdienste am 5. Juni 1915 mit dem Ritterkreuz des Militär-St.-Heinrichs-Ordens ausgezeichnet. Nachfolgend diente er als Oberst beim Stab der Landwehr-Inspektion Dresden. Im Mai 1917 wurde er in dieser Eigenschaft mit dem Offizierskreuz des Albrechts-Ordens ausgezeichnet. Er schied als Generalmajor aus dem aktiven Dienst aus.